# Стрілецька бухта
Стріле́цька бухта (крим. Striletska körfesı) розташована в західній частині Севастополя.

## Назва
Вперше назва Стрілецька щодо бухти згадується Палласом в 1793 році. В листі маркіза де Траверсе, головного командира Чорноморського флоту, від 29 березня 1806 року бухта також названа Стрілецькою. Однак є підстави стверджувати, що первісною формою назви була Стрільська. Саме так вона називається на «Карте Севастопольского большого рейда и всех прилежащих бухт с положением вновь сделанного промера глубин сочиненная по повелению Контр Адмирала Кавалера Быченского 1-го», на так званій Плоскій карті Ахтіарського порту 1806 року лейтенанта Будіщєва, а також в «Описании Ираклейского полуострова и древностей его» видання 1848 року. Назву Стрільська можна пов'язати з назвою сорокагарматного фрегата «Стріла», який в 1783—1788 році базувався у Севастополі.

## Опис
Стрілецька бухта розташована між Круглою та Пісочною бухтами. Її східним мисом є Федотов, а західним — Стрілецький. На суші продовженням бухти є Стрілецька балка, власне бухта є затопленою частиною балки. Стрілецька бухта глибоко врізається в берег. На її східному березі штучний насипний мол для швартування кораблів — він надійно захищає їх з боку відкритого моря. Глибина бухти 18-22 метри.

## Історія
З IV століття до нашої ери по XIV століття нашої ери в бухті розташовувався грецький порт. Основним товаром було вино, тож на дні бухти досі зустрічаються уламки стародавніх амфор.
В XIX столітті Севастополь був головною базою Чорноморського флоту, через що там не розвивалося комерційне мореплавство. В 1867 році військовий порт в Севастополі було розпущено, а в 1875 місто офіційно оголошене комерційним портом. Але вже в 1890 році було прийняте рішення про перенесення комерційного порту до Феодосії, однак пропонувалося переробити каботажний порт в Стрілецькій бухті таким чином, щоб за потреби від одразу міг би стати комерційним портом. В 1914 році будівництво цього порту було завершено.
В 1941—1942 роках в Стрілецькій бухті базувався загін катерів охорони водного району (ОВР), до якого входили три дивізіони швидкохідних тральників, три дивізіони вартових катерів, дивізіон торпедних катерів, плавуча батарея та інші частини і служби. 5 моряків ОВР були нагороджені званням Герой Радянського Союзу, серед них і перший на Чорноморському флоті Герой — Іван Голубець, який під час пожежі, що виникла внаслідок обстрілу, викидав за борт глибинні бомби, вибух яких загрожував потопити і сусідні катери. На момент, коли стався вибух, в катері залишилося лише кілька малих бомб, тож він вийшов несильним й інші катери не постраждали. На честь моряка на березі бухти споруджено пам'ятник слави.
Західна частина акваторії Стрілецької бухти раніше використовувалася для стоянки кораблів мішеней та понтонів для підйому затонулих кораблів, а західний берег для щитів-мішеней.
Під час кримської кризи в 2014 російські війська заблокували в бухті два військових кораблі: корвет «Терпнопіль» та корабель управління «Славутич». Вихід з бухти блокували кораблі чорноморського флоту Росії. Кораблі тримали облогу більше трьох тижнів, екіпажі відмовилися здатися добровільно. 20 березня спецназ штурмом захопив корвет «Тернопіль», а 23 березня — «Славутич». Військовослужбовці кораблів не чинили опір з використанням вогнепальної зброї.